# Epsilon Leporis
Epsilon Leporis (ε  Leporis, förkortat Epsilon Lep, ε  Lep) som är stjärnans Bayerbeteckning, är en ensam stjärna belägen i den västra delen av stjärnbilden Haren. Den har en skenbar magnitud på 3,17 och är synlig för blotta ögat. Baserat på parallaxmätning inom Hipparcosuppdraget på ca 15,3 mas, beräknas den befinna sig på ett avstånd på ca 213 ljusår (ca 65 parsek) från solen. 

## Egenskaper
Epsilon Leporis är en orange till röd jättestjärna av spektralklass K4 III och dess spektrum visar på ett överskott på andra element än väte och helium liknande det hos solen. Den har en massa som är ca 70 procent större än solens massa, en radie som är ca 40 gånger större än solens och utsänder från dess fotosfär ca 372 gånger mera energi än solen vid en effektiv temperatur på ca 4 130 K.
Det yttre skiktet hos Epsilon Leporis genomgår svängningar vilka visar sig som förändringar i stjärnans radiella hastighet. Över långa perioder följer dessa en linjär trend, i kombination med kortare oscillationer som uppträder över några dygn. Det är osannolikt att dessa svängningar är resultatet av rotationsformen, eftersom det skulle innebära en hög rotationshastighet, vilket i sin tur skulle generera en stark röntgenstrålning. Istället kan de vara resultatet av solliknande och Miraliknande svängningar.